# 二磷化锌
二磷化锌 (ZnP2) 是一种无机化合物。 它是一种红色固体，也是一种半导体 ，能隙2.1 eV。 它是两种 锌磷二元化合物之一，另一种是磷化锌 (Zn3P2)。

## 制备
二磷化锌可以由锌 直接和 磷反应而成。
Zn  +  2 P   →   ZnP2

## 结构
ZnP2室温下为四方晶系，在990℃左右转化为单斜晶系。  在这两种形式中，都有磷原子的链，它们在四方晶系中为螺旋形，在单斜晶系中为半螺旋形。 
该化合物是Zn-Cd-P-As四元体系的一部分，与该体系的其他二元化合物一起显示部分的固溶。 

## 安全性
ZnP2，类似 Zn3P2，是剧毒的，遇到胃酸 会反应并释放磷化氢。